# Kosasia paradoxa
Kosasia paradoxa är en insektsart som beskrevs av Melichar 1914. Kosasia paradoxa ingår i släktet Kosasia och familjen dvärgstritar. Inga underarter finns listade i Catalogue of Life.